# پانتانلا
پانتانلا (به ایتالیایی: Pantanella) یک منطقهٔ مسکونی در ایتالیا است که در اومبریا واقع شده‌است. پانتانلا ۲۶۹ نفر جمعیت دارد و ۲۳۲ متر بالاتر از سطح دریا واقع شده‌است.